# Morcego-de-bigodes
Morcego-de-bigodes (Myotis mystacinus) é uma espécie de morcego de pequena dimensão e pêlo comprido, presente na Europa. Encontra-se geralmente em redor das habitações e próximo de água. É morfologicamente semelhante ao morcego de Brandt (Myotis brandtii) e ao Myotis alcathoe. É a mais pequena espécie de Myotis que ocorre em Portugal.